# George Topîrceanu

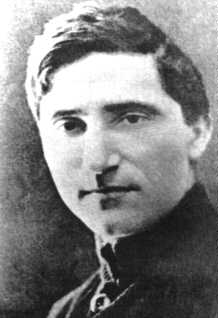
George Topîrceanu

George Topîrceanu (* 20. März 1886 in Bukarest, Rumänien; † 7. Mai 1937 in Iași) war ein rumänischer Dichter, Lyriker und Verfasser von Kurzgeschichten.

## Biografie
Topîrceanu wurde 1893 in seiner Geburtsstadt Bukarest eingeschult und besuchte die Grundschule bis 1895, bevor die Familie in den heutigen Kreis Argeș in der Walachei in das Dorf Valea Topologului zog. Nach dem Schulabschluss kehrte er in die Hauptstadt zurück, um an der Universität Bukarest zunächst ein Studium der Rechtswissenschaften und dann ein literarisches Studium zu beginnen, die er aber beide nicht abschloss. Im Jahre 1905 veröffentlichte er seine ersten Verse in Sonntagszeitungen und kleineren Magazinen, bevor er vier Jahre später die satirische Schrift Răspunsul micilor funcționari in Viața Românească veröffentlichte. 1911 zog er auf die Einladung des Lyrikers Garabet Ibrăileanu hin nach Iași und wurde Chefredakteur der Viața Românească.
Im Jahre 1912 heiratete er die Lehrerin Victoria Iuga, mit welcher er einen Sohn namens Gheorghe hatte. Während des Ersten Weltkrieges wurde Topîrceanu im September 1916 während der Schlacht um die Festung Tutrakan von bulgarischen Soldaten aufgegriffen und eingesperrt. Er verbrachte die Zeit bis zum Ende des Krieges im Jahre 1918 in einem Kriegsgefangenenlager. Nach seiner Rückkehr veröffentlichte Topîrceanu Kriegserinnerungen, darunter eine anschauliche Beschreibung über den Einfluss einer Choleraepidemie auf die Moral der rumänischen Truppen während ihres versuchten Rückzuges.
Er begann, kurze Dichtungen zu veröffentlichen. 1926 erhielt einen Nationalpreis für seine Literarischen Verdienste.
Topîrceanu starb 1937 in Iași an Krebs.

## Veröffentlichungen
Zu seinen Werken zählen:
- Cum am devenit moldovean
- Cum am devenit ieșean
- Balade vesele și triste
- Parodii originale
- Migdale amare
- Balada unui greier mic
- Rapsodii de toamnă
- Acceleratul
- Minunile Sfântului Sisoe (nicht mehr beendet)